# Bajkonur
Bajkonur (russisk: Байконур, tr. Bajkonur; kasakhisk: Байқоңыр, بايقوڭىر, tr. Baiqon'yr; tidligere kendt som Leninsk og Tjuratam) er en by i Kasakhstan på den nordlige bred af floden Syr-Darja. Byen er lejet og administreret af Den Russiske Føderation frem til 2050. Byen blev grundlagt som Leninsk i 1955 for at servicere Bajkonur-kosmodromen og blev officielt omdøbt til "Байконур" af den russiske præsident Boris Jeltsin den 20. december 1995. Under Sovjetperioden blev byen sommetider omtalt Zvezdograd (Stejnebyen).
Bajkonur har 39.161(2018) indbyggere.
Det lejede område er en ellipse, der måler 90 kilometer øst-vest og 85 km nord-syd, med cosmodrom beliggende i områdets centrum.